# Stephanie Rage
Stephanie Kane, más conocida como Stephanie Rage (Coral Gables, Florida; 24 de octubre de 1964), es una actriz estadounidense. Ya era una bailarina de éxito antes de entrar a la industria del porno en 1987. Ha realizado a lo largo de su carrera más 100 películas para adultos siendo un icono del porno de los años 1980. Se retiró de la industria pornográfica en 1999.